# Legendy Hollywoodu

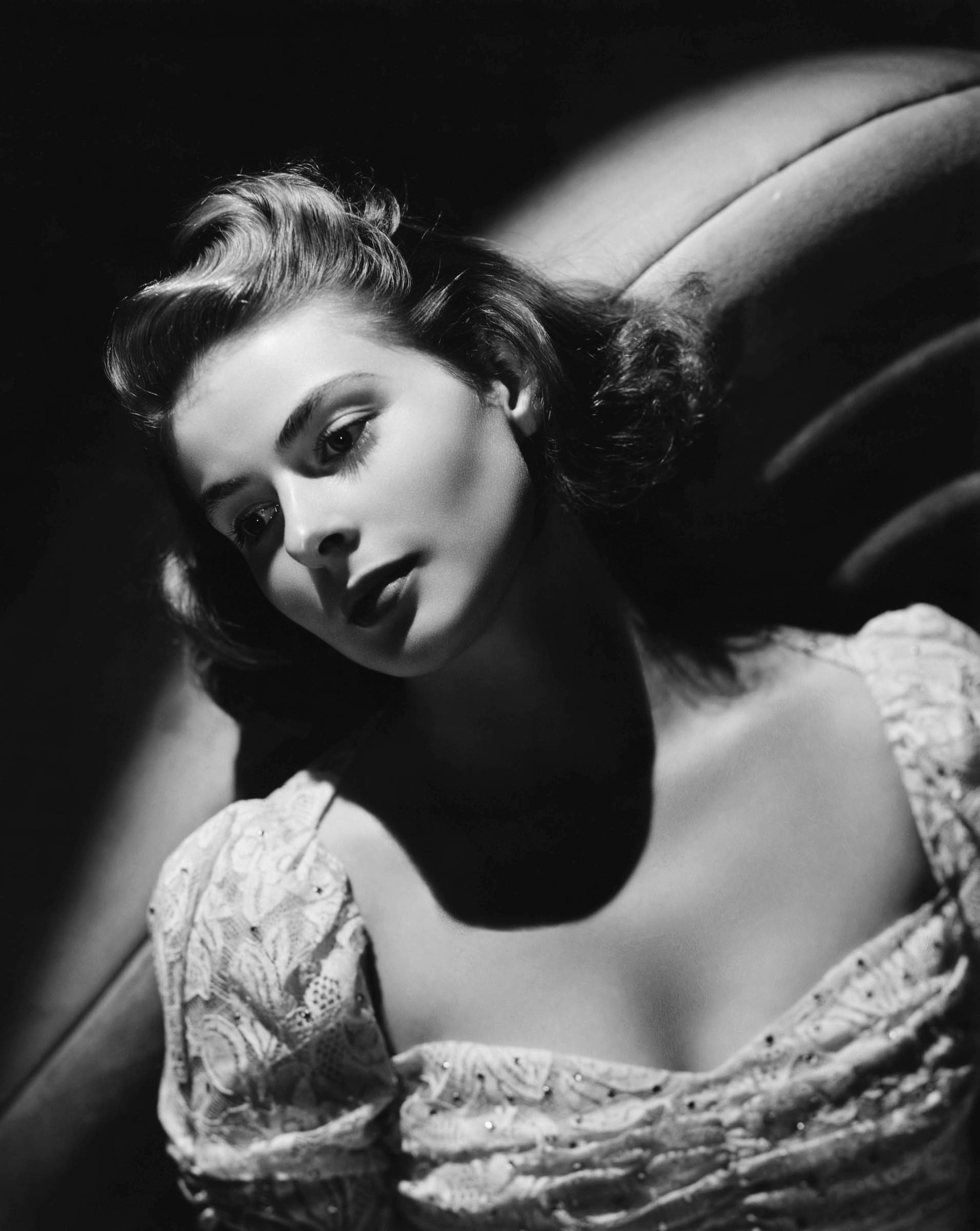
Zdjęcie Ingrid Bergman wykorzystane na znaczku z 2015

Legendy Hollywoodu (ang. Legends of Hollywood) – jedna z najdłuższych i najpopularniejszych limitowanych serii znaczków pocztowych wydawanych w latach 1995–2016 przez United States Postal Service (USPS). Co roku na znaczku był prezentowany wizerunek osoby (aktora, aktorki lub reżysera) zasłużonej dla amerykańskiego przemysłu filmowego.
Były wydawane w postaci arkuszy po 20 znaczków każdy ze zdjęciem i krótkim biogramem eksponowanego artysty na marginesie.

## Wizerunki umieszczone na znaczkach
Opracowano na podstawie materiału źródłowego:
1. Marilyn Monroe – 1 czerwca 1995
2. James Dean – 24 czerwca 1996
3. Humphrey Bogart – 31 lipca 1997
4. Alfred Hitchcock – 3 sierpnia 1998
5. James Cagney – 22 lipca 1999
6. Edward G. Robinson – 24 października 2000
7. Lucille Ball – 6 sierpnia 2001
8. Cary Grant – 15 października 2002
9. Audrey Hepburn – 11 czerwca 2003
10. John Wayne – 9 września 2004
11. Henry Fonda – 20 maja 2005
12. Judy Garland – 10 czerwca 2006
13. James Stewart – 17 sierpnia 2007
14. Bette Davis – 18 września 2008
15. Gary Cooper – 10 września 2009
16. Katharine Hepburn – 12 maja 2010
17. Gregory Peck – 28 kwietnia 2011
18. Charlton Heston – 11 kwietnia 2014
19. Ingrid Bergman – 20 sierpnia 2015
20. Shirley Temple – 18 kwietnia 2016